# Университет Шампань — Арденны (Реймс)
Реймсский университет Шампань — Арденны, также Реймсский университет, Университет Шампань — Арденны в Реймсе (фр. Université de Reims Champagne-Ardenne, URCA) — французский университет в Реймсе. Был официально основан в 1967 году как преемник Реймсского университета, основанного в 1548 году и закрытого в 1793 году.

## История

### Первый университет
Реймсский университет был создан в 1548 году благодаря кардиналу Лотарингскому Шарлю де Гизу, конфликтовавшему с Папой Павлом III. Таким образом, католическая школа «Collège des Bons-Enfants» стала университетом, в котором начали преподавать искусство, теологию, право и медицину. Университет закрыли в 1793 году во время Французской революции.

### Современный университет
Официальной датой основания Реймсского университета считается 1967 год. Факультет естественных наук (1961), литературный Университетский коллеж (1964), Университетский коллеж права и экономики (1966), Технологический институт университета Реймса (1966), факультеты медицины и фармации (1967), Национальная школа стоматологической хирургии (1970) являются факультетами, из которых (в соответствующем порядке) был образован в 1971 году Реймсский университет. Создание IUT в Труа (1973), Института высшего технического образования (1985) и кафедры IUT (1995) в Шарлевиль-Мезьере, развитие юридического факультета, экономического и гуманитарного факультета Реймса (1991) и открытие кафедры IUT в Шалон-ан-Шампани (1993) отдают дань памяти региональным корням университета.

### Список президентов университета
- Мишель Девез (историк), с 1971 по 1976 год;
- Жан Ле Мен (фармацевт), с 1976 по 1977 год;
- Люсьен Бернар (физик), с 1977 по 1982;
- Андре Лаберриг (физик), с 1982 по 1987;
- Жан Рэймонд (англист), с 1987 по 1992;
- Клод Северин (врач и стоматолог) с 1992 по 1997;
- Жак Мейер (математик), с 1997 по 2002 год;
- Мари Жерар (физик), с 2002 по 2007;
- Ришар Вистель (химик), 2007—2012;
- Жиль Байя (директор IUFM), 2012—2016;
- Гийом Желле, с 2016 года.

## Факультеты

### Обучение и исследования
Университет Реймса Шампань-Арденн имеет 8 факультетов:
- Право и политология;
- Филология и гуманитарные науки;
- Экономика и социальные науки;
- Естественнонаучные дисциплины;
- Физкультура и спорт;
- Медицина;
- Стоматология;
- Фармацевтика.

### Школы и институты
- Институт высшего технического образования;
- Университетский Институт повышения квалификации преподавателей;
- Школа акушерства;
- Университетский центр;
- Институт подготовки к общему управлению.

Университет также имеет две докторские школы: школа гуманитарных и социальных наук и школа технологий и медицинских наук.